# مارفين سبيلمان
مارفين سبيلمان (23 فبراير 1996 بأولتن في سويسرا - ) هو لاعب كرة قدم سويسري في مركز الوسط.

## روابط خارجية
- مارفين سبيلمان على موقع قاعدة بيانات كرة القدم.إي يو (الإنجليزية)
- مارفين سبيلمان على موقع Soccerway.com (الإنجليزية)